# Dictyophorodelphax praedicta
Dictyophorodelphax praedicta är en insektsart som beskrevs av John Colburn Bridwell 1919. Dictyophorodelphax praedicta ingår i släktet Dictyophorodelphax och familjen sporrstritar. Inga underarter finns listade i Catalogue of Life.